# جامعة تشونغجو
جامعة شونغجو هي جامعة خاصة تقع في مدينة تشونغجو , عاصمة مقاطعة تشنغتشونغ الشمالية , كوريا الجنوبية. الرئيس الحالي هو كيم يون باي.

## تاريخ
المدرسة فتحت أبوابها ككلية تجارة شونغجو  (청주상과대학) في 6 يونيو , 1947. أصبحت كلية شونغجو معروفة في 1951. وإكسبت الجامعة مكانة في عام 1981.  الحرم الجامعي الثاني كان بني تقريبا لأول مرة في 1989.

## وصلات خارجية
- الموقع الإلكتروني الرسمي للمدرسة، باللغة إنجليزية، كورية, و الصينية